# Сецехув (гміна)
Гміна Сецехув (пол. Gmina Sieciechów) — сільська гміна у центральній Польщі. Належить до Козеницького повіту Мазовецького воєводства.
Станом на 31 грудня 2011 у гміні проживало 4111 осіб.

## Площа
Згідно з даними за 2007 рік площа гміни становила 61.26 км², у тому числі:
- орні землі: 73.00%
- ліси: 7.00%

Таким чином, площа гміни становить 6.68% площі повіту.

## Населення
Станом на 31 грудня 2011:
| Опис     | Загалом | Загалом | Чоловіки | Чоловіки | Жінки | Жінки |
| -------- | ------- | ------- | -------- | -------- | ----- | ----- |
| одиниця  | осіб    | %       | осіб     | %        | осіб  | %     |
| все      | 4111    | 100     | 2003     | 48.72    | 2108  | 51.28 |
| міське   | 0       | 100     | 0        |          | 0     |       |
| сільське | 4111    | 100     | 2003     | 48.72    | 2108  | 51.28 |

## Сусідні гміни
Гміна Сецехув межує з такими гмінами: Ґарбатка-Летнісько, Ґневошув, Демблін, Козеніце, Пулави, Стенжиця.